# Lindita Halimi
Lindita Halimi (født 24. marts 1989 i Viti, Kosovo), også bare kendt som Lindita, er en kosovo-albansk sanger og sangskriver. Hun blev kendt, da hun vandt den sjette udgave i den albanske sangkonkurrence Top Fest med sangen Ëndërroja (Jeg drømte).
I 2016 deltog hun i sidste sæson af American Idol. Hun blev stemt ud i Top 51.
Lindita Halimi repræsenterde Albanien i Eurovision Song Contest 2017 med sangen "World". Oprindeligt vandt hun Festivali i Këngës med den albanske udgave "Botë", men valgte senere at synge på engelsk.

## Liv og karriere
Lindita Halimi er født i Kosovo og har deltaget i forskellige albanske og amerikanske sangkonkurrencer. Hun har blandt andet deltaget i den tredje udgave af Ethet, der er en albansk udgave af American Idol, hvor hun opnåede en top-10. Hun har også derudover også deltaget i Top Fest to gange, hvor hun i 2006 vandt konkurrencen. I 2013 flyttede hun til USA. I december 2014 rejste hun tilbage for at deltage i den 53. udgave af Festivali i Këngës. Her opnåede hun en tredjeplads. I den 55. udgave vandt hun med sangen "Botë", som hun deltog med til Eurovision Song Contest 2017. Ved ESC fik han dog kun en 14. plads i semifinalen og kvalificerede sig dermed ikke for finalen.

## Diskografi
Singler
- "Ëndërroja"
- "Të dua vërtet"
- "All Mine" ft. Nora Istrefi og Big D
- "Ndihmë"
- "S'të fal"
- "Cold World"
- "Botë"

## Priser og nomineringer
| År   | Konkurrence             | Kategori         | Sang                          | Resultat    |
| ---- | ----------------------- | ---------------- | ----------------------------- | ----------- |
| 2006 | Top Fest 2006           | hovedkonkurrence | "Enderroja"                   | vinder      |
| 2009 | Kënga Magjike 2009      | Bedste rock sang | "Të dua vërtet"               | vinder      |
| 2010 | Nota Fest 2010          | bedste optræden  | "Supa Dupa Fly" (feat. Big D) | vinder      |
| 2010 | Nota Fest 2010          | hovedkonkurrence | "Supa Dupa Fly" (feat. Big D) | Andenplads  |
| 2011 | Zhurma Show Awards 2011 | bedste dansesang | "Kohen do ta ndal"            | nomineret   |
| 2014 | Festivali i Këngës 53   | hovedkonkurrence | "S'të fal"                    | Tredjeplads |
| 2016 | Festivali i Këngës 55   | hovedkonkurrence | "Botë"                        | vinder      |